# Presidente de Vietnam
El presidente de Vietnam (en idioma vietnamita: Chủ tịch nước Việt Nam) es el jefe de Estado de Vietnam, aunque las funciones del presidente son a menudo ceremoniales. El Presidente es el responsable del nombramiento del primer ministro y el Gabinete de entre los miembros de la Asamblea Nacional, basando su decisión sobre las indicaciones de la propia Asamblea. El presidente de Vietnam es también el Comandante en Jefe de las fuerzas armadas de Vietnam, y Jefe del Consejo de la Defensa Nacional y Seguridad. Él es también un miembro de alto rango del Partido Comunista de Vietnam, en Vietnam es el único partido (Unipartidismo). Lương Cường es le actual presidente de Vietnam.

## Historia de la presidencia en Vietnam
El cargo de Presidente se creó cuando la República Socialista de Vietnam fue establecida el 2 de julio de 1976. El 4 de julio de 1981, el título se cambió por el de Presidente del Consejo de Estado, pero fue restaurado a Presidente el 22 de septiembre de 1992.

## Lista de Presidente de Vietnam (1945-actualidad)
| Espectro político                                                                                         |
| --- |
| Liga para la Independencia de Vietnam Partido de los Trabajadores de Vietnam Partido Comunista de Vietnam |

### República Democrática de Vietnam(1945-1976)
| Presidente de la República | Presidente de la República | Presidente de la República | Inicio                  | Fin                     | Partido                                                                     | Elecciones                       |
| -------------------------- | -------------------------- | -------------------------- | ----------------------- | ----------------------- | --------------------------------------------------------------------------- | -------------------------------- |
|                            |                            | Hồ Chí Minh (1890-1969)    | 2 de septiembre de 1945 | 2 de septiembre de 1969 | Liga para la Independencia de VietnamPartido de los Trabajadores de Vietnam | Elegido por la Asamblea Nacional |
|                            |                            | Tôn Đức Thắng (1888-1980)  | 3 de septiembre de 1969 | 2 de julio de 1976      | Partido de los Trabajadores de Vietnam                                      | Elegido por la Asamblea Nacional |

### República Socialista de Vietnam(desde 1976)
| Presidente de la República       |  |                                                |                          |                          |                              |                                               |
|                                  |  | Tôn Đức Thắng (1888-1980)                      | 2 de julio de 1976       | 30 de marzo de 1980      | Partido Comunista de Vietnam | Elegido por la Asamblea Nacional              |
|                                  |  | Nguyễn Hữu Thọ (1910-1996) Presidente interino | 30 de marzo de 1980      | 4 de julio de 1981       | Partido Comunista de Vietnam | Elegido por la Asamblea Nacional              |
| Presidente del Consejo de Estado |  |                                                |                          |                          |                              |                                               |
|                                  |  | Trường Chinh (1908-1989)                       | 4 de julio de 1981       | 18 de junio de 1987      | Partido Comunista de Vietnam | Elegido por la Asamblea Nacional              |
|                                  |  | Võ Chí Công (1912-2011)                        | 18 de junio de 1987      | 24 de septiembre de 1992 | Partido Comunista de Vietnam | Elegido por la Asamblea Nacional              |
| Presidente de la República       |  |                                                |                          |                          |                              |                                               |
|                                  |  | Lê Đức Anh (1920-2019)                         | 24 de septiembre de 1992 | 23 de septiembre de 1997 | Partido Comunista de Vietnam | Elegido por la Asamblea Nacional              |
|                                  |  | Trần Đức Lương (1937-2025)                     | 24 de septiembre de 1997 | 27 de junio de 2006      | Partido Comunista de Vietnam | Elegido por la Asamblea Nacional              |
|                                  |  | Nguyễn Minh Triết (1942-act.)                  | 27 de junio de 2006      | 25 de julio de 2011      | Partido Comunista de Vietnam | Elegido por la Asamblea Nacional              |
|                                  |  | Trương Tấn Sang (1949-act.)                    | 25 de julio de 2011      | 2 de abril de 2016       | Partido Comunista de Vietnam | Elegido por la Asamblea Nacional              |
|                                  |  | Trần Đại Quang (1956-2018)                     | 2 de abril de 2016       | 21 de septiembre de 2018 | Partido Comunista de Vietnam | Elegido por la Asamblea Nacional              |
|                                  |  | Đặng Thị Ngọc Thịnh (1959-act.)                | 21 de septiembre de 2018 | 23 de octubre de 2018    | Partido Comunista de Vietnam | En funciones tras la muerte del presidente.   |
|                                  |  | Nguyễn Phú Trọng (1944-2024)                   | 23 de octubre de 2018    | 5 de abril de 2021       | Partido Comunista de Vietnam | Elegido por la Asamblea Nacional              |
|                                  |  | Nguyễn Xuân Phúc (1954-act.)                   | 5 de abril de 2021       | 17 de enero de 2023      | Partido Comunista de Vietnam | Elegido por la Asamblea Nacional              |
|                                  |  | Võ Thị Ánh Xuân (1970-act.)                    | 17 de enero de 2023      | 2 de marzo de 2023       | Partido Comunista de Vietnam | En funciones tras la renuncia del presidente. |
|                                  |  | Võ Văn Thưởng (1970-act.)                      | 2 de marzo de 2023       | 21 de marzo de 2024      | Partido Comunista de Vietnam | Elegido por la Asamblea Nacional              |
|                                  |  | Võ Thị Ánh Xuân (1970-act.)                    | 21 de marzo de 2024      | 22 de mayo de 2024       | Partido Comunista de Vietnam | En funciones tras la renuncia del presidente. |
|                                  |  | Tô Lâm (1957-act.)                             | 22 de mayo de 2024       | 21 de octubre de 2024    | Partido Comunista de Vietnam | Elegido por la Asamblea Nacional              |
|                                  |  | Lương Cường (1957-act.)                        | 21 de octubre de 2024    | Presente                 | Partido Comunista de Vietnam | Elegido por la Asamblea Nacional              |

## Expresidentes vivos

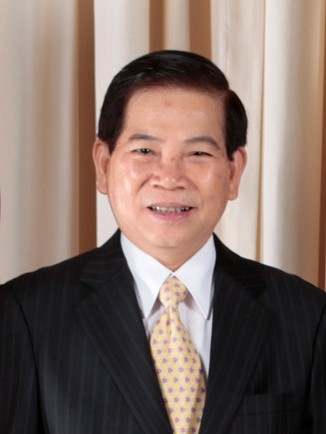
Nguyễn Minh Triết (82 años) 2006-2011 Sin cargo público actual
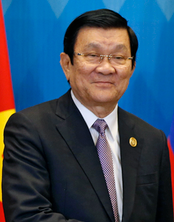
Trương Tấn Sang (76 años) 2011-2016 Sin cargo público actual
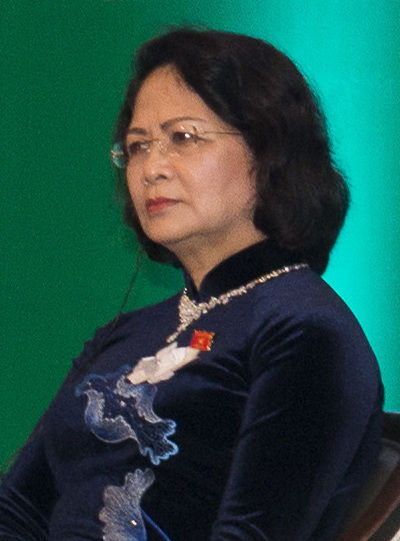
Đặng Thị Ngọc Thịnh (65 años) 2018 Interina, sin cargo público actual
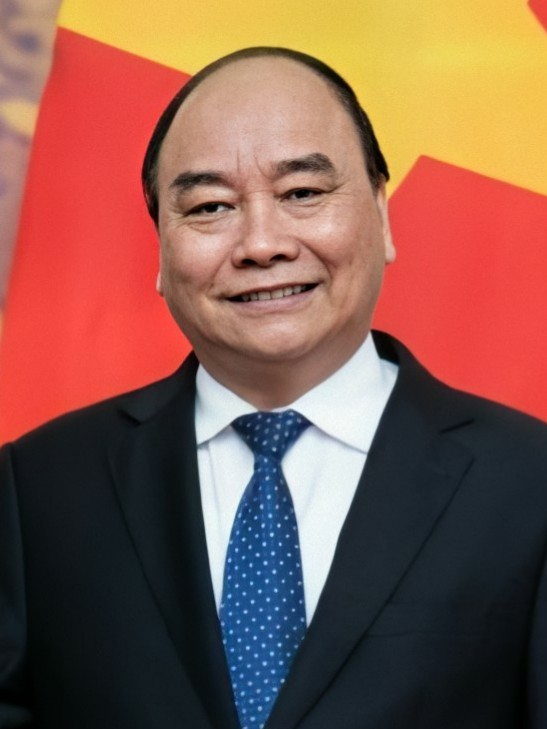
Nguyễn Xuân Phúc (70 años) 2021-2023 Sin cargo público actual
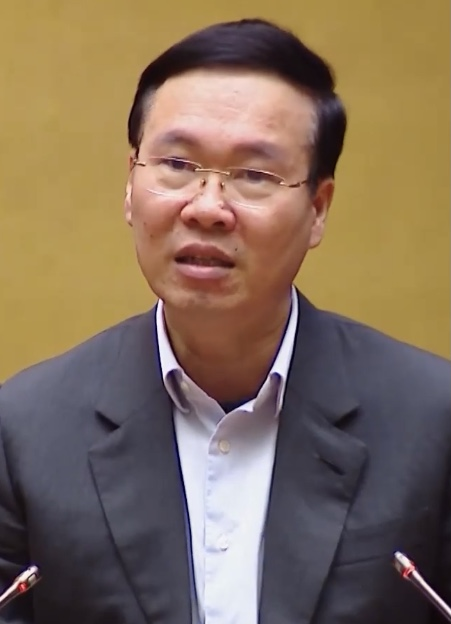
Võ Văn Thưởng (54 años) 2023-2024
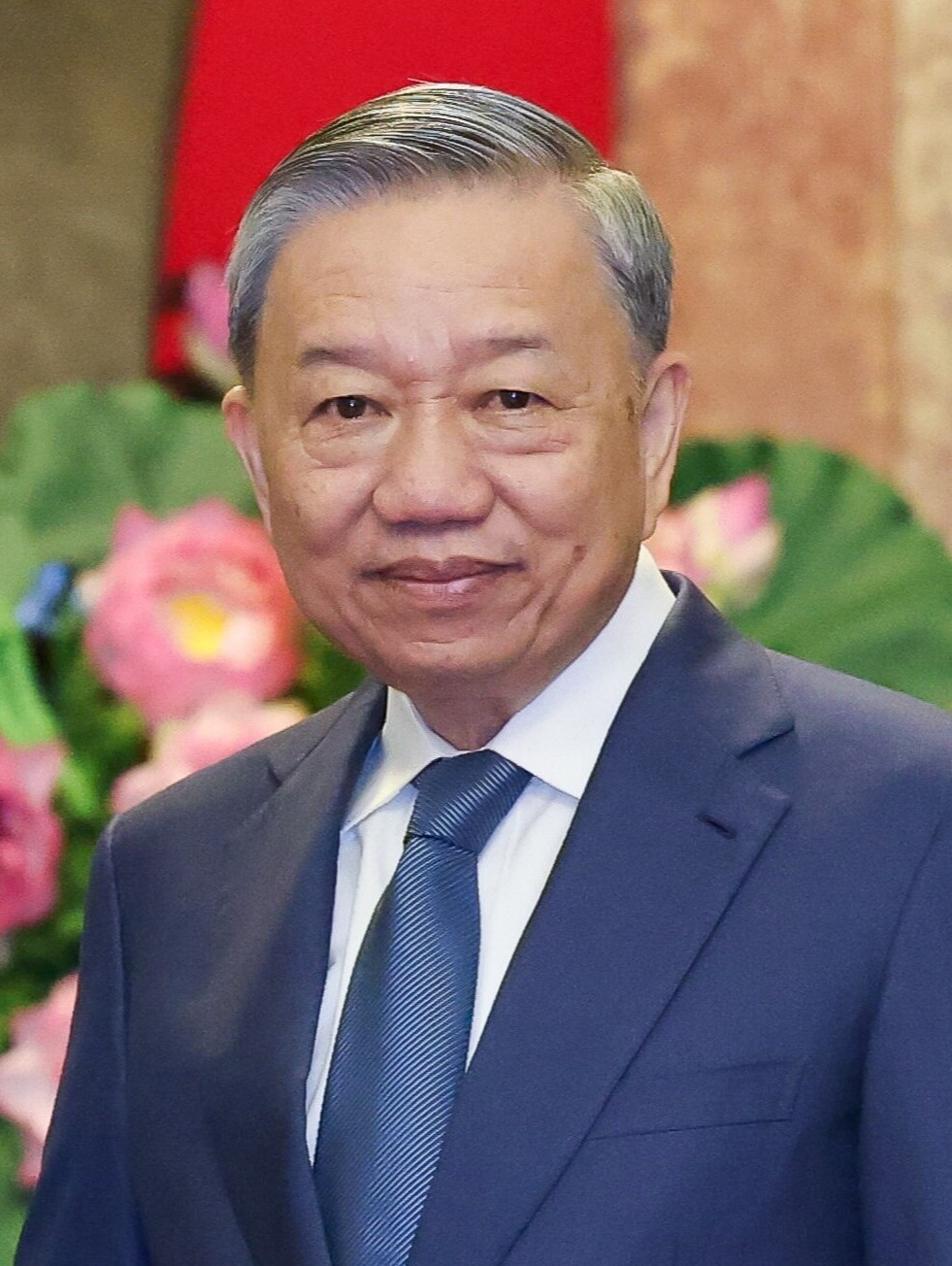
Tô Lâm (67 años) 2024 Secretario general del Partido Comunista de Vietnam